# Anders Nordström
Anders Nordström (9 marzo 1960) è un medico svedese che ha rivestito il ruolo di Direttore Generale dell'Organizzazione mondiale della sanità dal 22 maggio 2006 all'8 novembre 2006.

## Biografia
Nordström ha seguito il suo percorso formativo come medico all'Istituto Karolinska e ha esperienza nel campo delle politiche per la salute e la pianificazione e la leadership strategica. Nordström ha lavorato con la Croce Rossa Svedese in Cambogia e con il Comitato Internazionale della Croce Rossa in Iran. Ha inoltre lavorato per la Swedish International Development Cooperation Agency (Sida) per oltre 12 anni, di cui tre in Zambia.
Nel 2002 è stato Direttore Esecutivo del "Global Fund to Fight AIDS, Tuberculosis and Malaria". È diventato Assistente Direttore Generale per il General Management all'OMS nel luglio del 2003 e, a maggio 2006, Direttore Generale alla morte di Lee Jong-wook. È stato in seguito nominato Assistente Direttore Generale per i Sistemi e i Servizi Sanitari, e uno dei suoi principali contributi ha riguardato l'avanzamento delle politiche riguardanti il personale nei sistemi sanitari, in particolare nei paesi a basso reddito.
È stato direttore generale della Swedish International Development Cooperation Agency dal gennaio del 2008 fino a maggio 2010.È stato deposto dalla direzione della Sida nel maggio del 2010 per una controversia su frode e corruzione nel programma di sostegno allo sviluppo dell'agenzia in Zambia, in cui Nordström è stato rimproverato per la mancanza di una corretta gestione.
Nonostante gli eventi del 2010, nell'aprile del 2012 la Svezia ha nominato Nordström come il "primo Ambasciatore della Salute Globale". 
Nell'aprile 2015, dopo un mandato di ambasciatore svedese per la salute globale, Nordström ha nuovamente ricevuto un incarico dall'OMS come rappresentante dell'organizzazione in Sierra Leone.